# Ženski odbojkaški klub Crvena zvezda
O Ženski odbojkaški klub Crvena zvezda  (em sérvio:ЖОК Визураа) é um clube de voleibol feminino cuja sede é em Belgrado

## História
O clube de vôlei Crvena zvezda foi fundado em 4 de março de 1945 em Belgrado, desde a fundação possuía times na categoria adulto em ambos os naipes, que obtiveram resultados importantes no cenário nacional e internacional. No feminino conquistou mais de 28 títulos de campeonatos nacionais, também mais de 18 troféus de campeãs de taças nacionais. Em sua longa história, obteve medalhas nas copas europeias, duas medalhas na Copa CEV, o bronze na temporada 2007-08 e a prata no período de 2008-09, e um bronze Challenge Cup  em 1986 e um quarto lugar na Liga dos Campeões da Europa de 1976.

### Títulos conquistados
Campeonato Jugoslavo: 19
- Campeão: 1959, 1962, 1963, 1964, 1965, 1966, 1967, 1968-69, 1969-70, 1970-71, 1971-72, 1974-75, 1975-76, 1976-77, 1977-78, 1978-79, 1981-82, 1982-83, 1991-92
- Vice-campeão:1980-81, 1982-83, 1985-86, 1986-87, 1990-91

 Campeonato Servo-Montenegrino: 4
- Campeão:1992-93, 2001-02, 2002-03, 2003-04

 Copa da Jugoslávia:10
- Campeão:1960-61, 1961, 1962, 1972, 1974, 1976-77, 1979, 1982, 1983, 1991
- Vice-campeão:1980, 1986

 Copa da Sérvia e Montenegro:2
- Campeão:1992, 2002
- Vice-campeão:1993, 1997, 1999,2004

 Campeonato Sérvio
- Campeão:2009-10, 2010-11, 2011-12, 2012-13, 2021-22
- Vice-campeão:2007-08, 2008-09,2013-14,2017-18
- Terceiro posto:2006-07,2014-15, 2018-19
- Quarto posto:2019-20

 Copa da Sérvia
- Campeão: 2009-10, 2010-11, 2011-12, 2012-13, 2013-14, 2021-22
- Vice-campeão: 2006-07, 2008-09, 2014-15, 2017-18, 2018-19

  Supercopa Sérvia
- Campeão: 2022
- Vice-campeão: 2013, 2014, 2019

 Copa CEV
- Vice-campeão: 2009-10
- Terceiro lugar: 2007-08

 Liga dos Campeões da Europa
- Quarto lugar: 1976

 Challenge Cup
- Terceiro lugar: 1986

 Mundial de Clubes